# Erdal Keser
Erdal Keser (ur. 20 czerwca 1961 w Sivas) – turecki piłkarz występujący na pozycji napastnika.

## Kariera klubowa
Keser urodził się w tureckim mieście Sivas, ale jako dziecko emigrował z rodziną do Niemiec. W 1980 roku trafił do Borussii Dortmund. W Bundeslidze zadebiutował 14 lutego 1981 w zremisowanym 2:2 spotkaniu z Fortuną Düsseldorf. 30 stycznia 1982 w przegranym 2:3 spotkaniu z Hamburgerem SV strzelił pierwszego gola w trakcie gry w Bundeslidze. W ciągu czterech sezonów w barwach Borussii rozegrał 82 ligowe spotkania i zdobył 22 bramki.
W 1984 roku odszedł do tureckiego klubu Galatasaray SK. W 1985 roku zdobył z nim Puchar Turcji, a rok później wywalczył wicemistrzostwo Turcji. W 1986 roku powrócił do Borussii Dortmund. Spędził tam jeden sezon, a potem został graczem tureckiego Sarıyer GK. W 1989 roku ponownie trafił do Galatasaray. Od 1991 do 1994 roku był kapitanem zespołu. Z Galatasaray zdobył dwa mistrzostwa Turcji (1993, 1994), dwa Puchary Turcji (1991, 1993) oraz dwa Superpuchary Turcji (1991, 1993). W 1994 roku zakończył karierę.

## Kariera reprezentacyjna
W reprezentacji Turcji Keser zadebiutował 22 września 1982 w przegranym 0:5 towarzyskim meczu z Węgrami. Pierwszego gola w drużynie narodowej strzelił 25 marca 1987 w wygranym 3:1 towarzyskim spotkaniu z NRD. W latach 1982–1991 w kadrze zagrał 25 razy i zdobył 2 bramki.

## Po zakończeniu kariery
Od 2005 do 2007 roku Keser był asystentem trenera w klubie Galatasaray SK.